# Dirphia moderata
Dirphia moderata är en fjärilsart som beskrevs av Eugène Louis Bouvier 1929. Dirphia moderata ingår i släktet Dirphia och familjen påfågelsspinnare. Inga underarter finns listade i Catalogue of Life.